# Roosje Hindeloopen
Roosje Hindeloopen is een Nederlands bedrijf, opgericht in 1894 te Hindeloopen, dat zich specialiseert in handgemaakte en beschilderde meubels, geïnspireerd op historische Hindelooper stijlen.
Het bedrijf wordt geleid door de vierde generatie van de familie Stallmann. Roosje Hindeloopen combineert traditionele technieken met moderne ontwerpen.

## Geschiedenis
Arend Roosje (1869-1914) was een Nederlandse fijnhoutbewerker en huisschilder uit Hindeloopen. Hij legde zich toe op het restaureren en vervaardigen van traditioneel Hindelooper meubilair. Hij beschikte over een ambachtelijke benadering en verfijnde schildertechnieken. Met zijn bijdragen deed hij de traditionele Hindelooper volkskunst heropleven en verkreeg hij snel een naamsbekendheid binnen zijn regio.
Na zijn overlijden in 1914 werd het bedrijf voortgezet door Eberhart Ebertus Stallmann, een van zijn leerlingen, die zich had gespecialiseerd in houtsnijwerk en meubelmakerij. De familie Stallmann nam het bedrijf over en heeft het sindsdien generatie op generatie voortgezet.
Het bedrijf Roosje Hindeloopen bleef zich specialiseren in traditioneel Hindelooper schilderwerk en meubels, waarbij eeuwenoude technieken en patronen in ere werden gehouden. De ontwerpen zijn sterk beïnvloed door 18e-eeuwse motieven, met sierlijke bloem- en rankmotieven, vaak op kasten, stoelen en tafels.

## Erkenning
In 2021 werd Roosje Hindeloopen onderscheiden met het predicaat "hofleverancier", als erkenning voor hun vakmanschap en bijdrage aan het behoud van de Hindelooper cultuur.